# Al-Sayyid, Syria
Al-Sayyid (tiếng Ả Rập: الصايد, cũng được đánh vần là al-Sayed) là một ngôi làng ở miền trung Syria, một phần hành chính của Tỉnh Homs, nằm ở phía đông của Homs trong sa mạc Syria. Các địa phương gần đó bao gồm Fatim al-Arnouk ở phía đông bắc, Tell Shinan ở phía tây bắc và Furqlus ở phía đông nam. Theo Cục Thống kê Trung ương (CBS), al-Sayyid có dân số 1.309 trong cuộc điều tra dân số năm 2004.